# Moussa Tigana
Pour les articles homonymes, voir Tigana.
Moussa Tigana est un footballeur malien né le 23 août 1987. Il évolue au poste d'attaquant à l'USMBA, club de première division de la ville Sidi Bel-Abbès en Algérie.

## Carrière
- 2005-2010 :  Cercle olympique de Bamako
- 2010-......  :  Maghreb de Fès
- Octobre 2014 : Union sportive medinat Bel-Abbès

## Palmarès
Avec le Maghreb de Fès :
- Championnat du Maroc
  - Vice-Champion : 2011

- Tournoi Antifi
  - Vainqueur en 2011
- Coupe de la confédération
  - Vainqueur en  2011
- Coupe du trône
  - Vainqueur : 2011
  - Finaliste : 2010
- Supercoupe de la CAF
  - Vainqueur : 2012